# Stufa a razzo

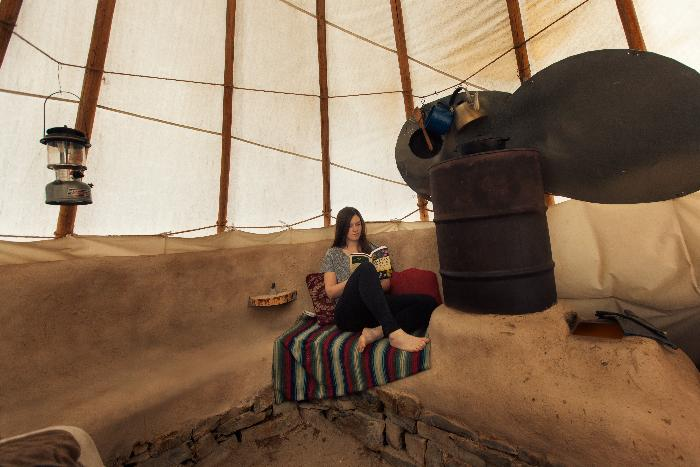
Una stufa a razzo per l'arredamento di un locale

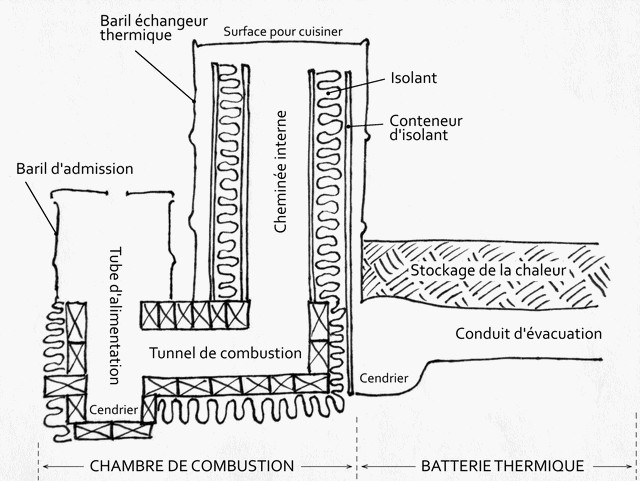
Schema grafico di una stufa a razzo

Una stufa a razzo (Rocket stove L-Tube)

La stufa a razzo o fornello a razzo è una stufa per il riscaldamento di un ambiente ad alta efficienza calorifica che viene realizzata e costruita con materiali recuperabili. Questa stufa una volta installata, fa da arredamento agli ambienti.

## Storia
Le origini delle stufe a razzo risalgono a culture antiche, con evidenze dell'utilizzo di sistemi simili già nell'antica Roma per il riscaldamento delle terme. Tuttavia, il design moderno della stufa a razzo è stato sviluppato principalmente durante il XX secolo, con contributi significativi provenienti da varie parti del mondo. Questa evoluzione è stata influenzata da una varietà di culture e contesti storici. Durante il XX secolo, il rinnovato interesse per le pratiche di vita sostenibili e l'ingegneria termica ha portato a una maggiore ricerca e sviluppo nel campo delle stufe a razzo. Un pioniere moderno delle stufe a razzo è stato il tecnico e ingegnere Ianto Evans, il cui lavoro ha contribuito a diffondere e migliorare questa tecnologia attraverso progetti come il "Rocket Mass Heater". Nel corso degli anni, questa tecnologia ha guadagnato popolarità in comunità rurali, ambienti di sviluppo sostenibile e anche in contesti urbani alla ricerca di soluzioni efficienti e sostenibili per il riscaldamento domestico. In particolare, le comunità rurali e gli ambienti di sviluppo sostenibile hanno abbracciato questa tecnologia per le sue vantaggiose caratteristiche in termini di efficienza energetica e riduzione delle emissioni. Durante questo periodo, sono emersi diversi design e varianti di stufe a razzo, ciascuno adattato alle esigenze specifiche delle diverse comunità e ambienti.

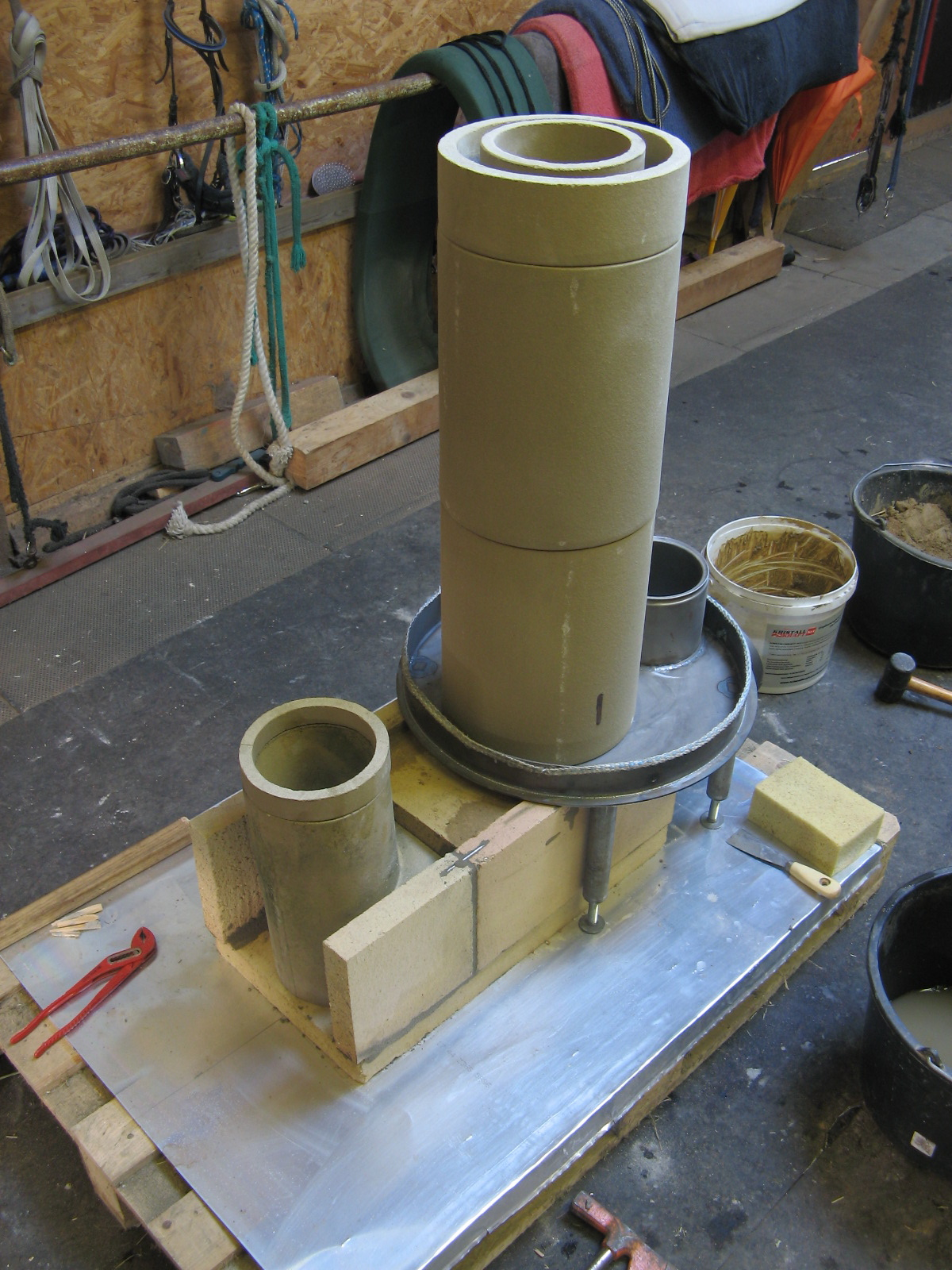
Una stufa a razzo in costruzione

## Caratteristiche e composizione

Una stufa a razzo (Rocket stove L-Tube)

Le stufe a razzo possono presentare diverse forme e dimensioni a seconda delle necessità e delle preferenze. Tra i design più comuni troviamo le stufe a razzo verticali, che hanno una camera di combustione verticale con un condotto fumario che si estende verso l'alto, e le stufe a razzo a "J" o a "L", che presentano una camera di combustione inclinata o curva. Queste forme possono essere scelte in base allo spazio disponibile, alla disposizione dell'abitazione e alle preferenze estetiche. Indipendentemente dalla forma, tutte le stufe a razzo condividono le caratteristiche di una combustione efficiente, un'elevata efficienza energetica e una costruzione robusta e durevole. Inoltre, la stufa è composta dalla camera di alimentazione e da quella di combustione, dal camino, e dal radiatore. Le pareti murarie interne ed esterne della casa e/o quelle di un altro locale, una volta installata la stufa, vengono isolate termicamente.

## Vantaggi e svantaggi

### Vantaggi

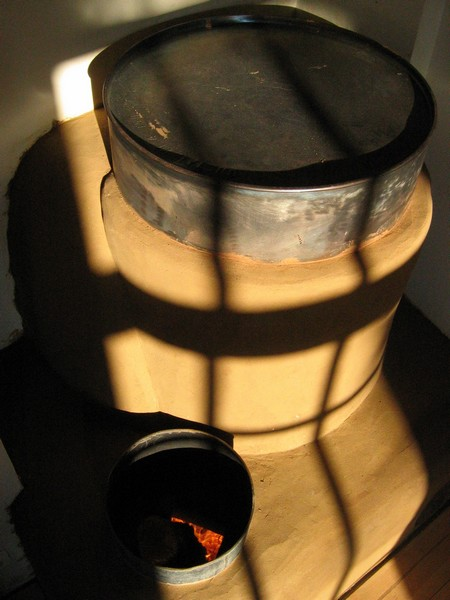
Un modello di stufa a razzo in funzione

La stufa è facile da costruire anche con materiali di recupero comunemente reperibili, utilizza dal 40 al 90% di legna in meno da bruciare rispetto ad una stufa a legna tradizionale utilizzando legna sottile, è poco inquinante in quanto emette solo anidride carbonica e vapore acqueo, può funzionare a lungo, senza essere continuamente alimentata. Inoltre questa stufa può essere utilizzata anche per cucinare e non necessita di corrente elettrica.

### Svantaggi
Nonostante le qualità e vantaggi delle stufe a razzo, è importante considerare anche alcuni svantaggi associati a questa tecnologia. Uno dei principali svantaggi è rappresentato dalla complessità della progettazione e della costruzione delle stufe a razzo, specialmente per modelli più avanzati. Questo può richiedere competenze tecniche specifiche e una certa curva di apprendimento per l'installazione e la manutenzione corrette. Inoltre, poiché le stufe a razzo sono progettate per funzionare con combustibili solidi come legna, carbone o biomassa, possono richiedere un costante approvvigionamento di combustibile, specialmente in contesti dove le risorse sono limitate o non facilmente accessibili. Allo stesso modo, l'utilizzo di combustibili solidi può generare residui e cenere che devono essere regolarmente rimossi e smaltiti in modo sicuro. Inoltre, se non progettate o utilizzate correttamente, le stufe a razzo possono produrre emissioni inquinanti o nocive, soprattutto se il combustibile non viene bruciato completamente. Sebbene le stufe a razzo siano generalmente più efficienti delle stufe tradizionali, potrebbero non essere la soluzione ideale per tutti i contesti o le esigenze, e in alcuni casi potrebbero essere superate da tecnologie più avanzate o fonti di energia rinnovabile. Pertanto, è importante valutare attentamente tutti questi fattori prima di adottare o investire in una stufa a razzo per un determinato ambiente o applicazione.